# 黒田茂
黒田 茂（くろだ しげる、1896年（明治29年）6月29日 - 1955年（昭和30年）6月27日）は、大日本帝国陸軍軍人。最終階級は陸軍少将。功四級。

## 経歴
1896年（明治29年）に愛媛県で生まれた。陸軍士官学校第30期、陸軍大学校第40期卒業。1939年（昭和14年）1月16日に陸軍野戦砲兵学校研究部主事に就任し、8月1日に陸軍砲兵大佐に進級した。1940年（昭和15年）8月に第26師団参謀長（駐蒙軍）に転じ、日中戦争に出動。
1942年（昭和17年）3月に陸軍野戦砲兵学校研究部主事に戻り、1944年（昭和19年）1月7日に泰国駐屯軍兵器部長に就任し、太平洋戦争に出征。3月1日に陸軍少将に進級した。1945年（昭和20年）2月24日に第37軍参謀長（南方軍）に転じ、ボルネオ島の守備に就いた。